# Edgemoor
Edgemoor è un census-designated place degli Stati Uniti, situato nella Contea di New Castle nello stato del Delaware. La popolazione secondo il censimento del 2010 era di 5.677 abitanti.

## Geografia fisica
Secondo i dati dello United States Census Bureau, il CDP di Edgemoor si estende su una superficie totale di 4,7 km², dei quali 4,7 km² sono occupati dalle terre, mentre solo lo 0,55% del territorio è costituito dalle acque.

## Popolazione
Secondo il censimento del 2000, a Edgemoor vivevano 5.992 persone, ed erano presenti 1.566 gruppi familiari. La densità di popolazione era di 1.271,2 ab./km². Nel territorio comunale si trovavano 2.851 unità edificate. Per quanto riguarda la composizione etnica degli abitanti, il 62,27% era bianco, il 33,58% era afroamericano, lo 0,20% era nativo, e l'1.15% era asiatico. Il restante 2,80% della popolazione appartiene ad altre razze o a più di una. La popolazione di ogni razza proveniente dall'America Latina corrisponde al 2,72% degli abitanti.
Per quanto riguarda la suddivisione della popolazione in fasce d'età, il 28,2% era al di sotto dei 18, il 6,9% fra i 18 e i 24, il 32,5% fra i 25 e i 44, il 21,5% fra i 45 e i 64, mentre infine il 10,9% era al di sopra dei 65 anni di età. L'età media della popolazione era di 35 anni. Per ogni 100 donne residenti vivevano 85,1 maschi.